# Aphnaeus evansii
Aphnaeus evansii är en fjärilsart som beskrevs av Robert Christopher Tytler 1915. Aphnaeus evansii ingår i släktet Aphnaeus och familjen juvelvingar. Inga underarter finns listade i Catalogue of Life.